# Blackthorn (película)
Blackthorn es una película western de 2011 dirigida por Mateo Gil y protagonizada por Sam Shepard, Eduardo Noriega y Stephen Rea. Escrita por Miguel Barros, la película es un relato ficticio acerca de Butch Cassidy, quien ya anciano, vive bajo el nombre de James Blackthorn en un tranquilo pueblo de Bolivia, veinte años después de su desaparición en 1908. 
Blackthorn fue rodada en localizaciones de La Paz, Potosí y Uyuni en Bolivia.
La película fue lanzada inicialmente en iTunes el 2 de septiembre de 2011, y se estrenó en Estados Unidos el 7 de octubre de 2011.

## Trama
Veinte años después de su desaparición en 1908, Butch Cassidy (Sam Shepard), ya anciano, vive bajo el supuesto nombre de James Blackthorn en un tranquilo pueblo de Bolivia. Decide poner fin a su largo exilio y retornar a los Estados Unidos después de enterarse de la muerte de Etta Place (Dominique McElligott). Tras años de vivir una vida solitaria y dedicarse a criar caballos, Blackthorn parte hacia Potosí para vender sus caballos y se despide de su amante, Yana (Magaly Solier), a quien dice que volverá antes de dejar Bolivia.
En Potosí, Blackthorn retira sus ahorros del banco, vende sus caballos, y luego regresa a su pueblo. En el camino, es emboscado y el caballo de Blackthorn, Cinco, escapa con su dinero en las alforjas. El asaltante es Eduardo Apodaca (Eduardo Noriega), un ingeniero de minas español que afirma que estaba disparando a sus perseguidores y ruega a Blackthorn que lo ayude a cambio de compartir los 50.000 dólares que le robó a Simón I. Patiño, un poderoso empresario boliviano y propietario de la mina donde trabajaba el español. 
Blackthorn y el español atraviesan el desierto del altiplano con un grupo de búsqueda de Patiño detrás de ellos. Una vez en la mina abandonada encuentran el dinero, pero sus perseguidores los alcanzan. Blackthorn y el español logran escapar luego de un tiroteo y se dirigen a la cabaña de Blackthorn, donde el famoso criminal recuerda su vieja amistad con Sundance Kid (Padraic Delaney), y Etta Place, y cómo escaparon en Argentina de Mackinley (Stephen Rea), un detective de la agencia Pinkerton. Yana se une a los hombres en la cabaña y decide quedarse con Blackthorn en su última noche antes de partir.
A la mañana siguiente, dos mujeres llegan a la cabaña en busca del español y se desata un tiroteo en el que Blackthorn es herido y Yana muere. Con el corazón roto Blackthorn y el español se marchan a través del Salar de Uyuni, con la esperanza de llegar a la costa, donde Blackthorn pretende retornar en barco a casa. A mitad del camino, son alcanzados por sus perseguidores, pero Blackthorn y el español se separan y logran escapar.
En Tupiza Blackthorn, que está herido es atendido por un médico (Luis Bredow), quien avisa al exdetective Mackinley —quien ahora vive una vida tranquila en Bolivia—, acerca de su sospechoso paciente. Mackinley confirma la identidad del hombre. Durante años Mackinley había afirmado que los dos bandidos muertos en San Vicente no eran Butch Cassidy y Sundance Kid, y ahora podía demostrar que tenía razón. Sin embargo, luego de que avisar al ejército boliviano del forajido, Mackinley cambia de opinión y ayuda a escapar a Blackthorn. Cuando Mackinley descubre que Blackthorn estaba involucrado con el español le revela la verdad. El botín de 50.000 dólares que el español había robado, en realidad no pertenecían al rico empresario Patiño, sino a las familias mineras que recientemente habían tomado control de las minas, algo que Butch Cassidy nunca habría hecho.
Blackthorn sigue la pista del español rumbo a los Andes, con el ejército pisando sus talones. Cuando Blackthorn lo alcanza y lo confronta con la verdad, el español no lo niega. Blackthorn hiere al español en la pierna y lo deja junto con el dinero para los mineros y el ejército boliviano, que pronto llegará tras el ladrón y lo ejecutará ahí mismo.

## Reparto
| Intérprete            | Personaje                              |
| --------------------- | -------------------------------------- |
| Sam Shepard           | James Blackthorn/Butch Cassidy         |
| Eduardo Noriega       | Eduardo Apodaca, el "Español"          |
| Stephen Rea           | Mackinley                              |
| Magaly Solier         | Yana                                   |
| Nikolaj Coster-Waldau | James Blackthorn/Butch Cassidy (joven) |
| Padraic Delaney       | Sundance Kid                           |
| Dominique McElligott  | Etta Place                             |
| Daniel Aguirre        | Iván                                   |
| Luis Bredow           | Doctor                                 |
| Fernando Gamarra      | Director del Banco                     |
| María Luque           | Tabernera                              |
| Cristian Mercado      | General del ejército Boliviano         |
| Martin Proctor        | Caballero Inglés                       |
| Raúl Beltrán          | Jefe Indígena                          |
| Luis Aduviri          | Lugarteniente Indígena                 |
| Claudia Coronel       | Indígena Perseguidora 1                |
| Erika Andia           | Indígena Perseguidora 2                |
| Shirley Torres        | Indígena Perseguidora 3                |
| Jorge Hidalgo         | Soldado Argentino 1                    |
| Daniel Arce           | Soldado Argentino 2                    |
| Víctor Orihuela       | Cajero                                 |
| Julio Mita            | Hombre Anciano                         |
| Delia Fabián          | Mujer Anciana                          |
| Fernando Pericón      | Camarero                               |
| Marcos Soto           | Soldado Boliviano                      |
| Fernando Peredo       | Jefe de Estación                       |
| Rodolfo Calaumana     | Cliente Taberna                        |
| Álex Terán            | Cliente Taberna                        |
| Alice Guimares        | Prostituta                             |
| Karen Maysunga        | Prostituta                             |
| Paola Oña             | Prostituta                             |
| Tania Watoro          | Prostituta                             |
| Ismael Suárez         | Perseguidor Indígena                   |
| Christian Bautista    | Perseguidor Indígena                   |
| Ariel Ramos           | Perseguidor Indígena                   |
| Froilán Paucara       | Perseguidor Indígena                   |
| Andrés Márquez        | Perseguidor Indígena                   |
| Marcos Yucra          | Perseguidor Indígena                   |
| Andrés Celili         | Perseguidor Indígena                   |
| María Quispe          | Perseguidor Indígena                   |
| Sandra Rivero         | Perseguidor Indígena                   |
| Emmanuel Espíritu     | Perseguidor Indígena                   |
| Eddy Aramayo          | Perseguidor Indígena                   |
| Maximiliano Ortega    | Perseguidor Indígena                   |
| Mario Flores          | Perseguidor Indígena                   |

## Premios y nominaciones
67.ª edición de las Medallas del Círculo de Escritores Cinematográficos
| Categoría            | Persona          | Resultado |
| -------------------- | ---------------- | --------- |
| Mejor película       | Mejor película   | Nominada  |
| Mejor director       | Mateo Gil        | Nominado  |
| Mejor actor          | Sam Shepard      | Nominado  |
| Mejor guion original | Miguel Barros    | Nominado  |
| Mejor fotografía     | Juan Ruiz Anchía | Ganador   |
| Mejor montaje        | David Gallart    | Nominado  |
| Mejor música         | Lucio Godoy      | Nominado  |